# Stenalcidia warreni
Stenalcidia warreni là một loài bướm đêm trong họ Geometridae.